# 4151 Alanhale
A 4151 Alanhale (ideiglenes jelöléssel 1985 HV1) a Naprendszer kisbolygóövében található aszteroida. Carolyn Shoemaker,  Eugene Merle Shoemaker fedezte fel 1985. április 24-én.